# Celleporina nordenskjoldi
Celleporina nordenskjoldi är en mossdjursart som först beskrevs av Arnold Girard Kluge 1929.  Celleporina nordenskjoldi ingår i släktet Celleporina och familjen Celleporidae. Inga underarter finns listade i Catalogue of Life.